# Phaonia laticrassa
Phaonia laticrassa este o specie de muște din genul Phaonia, familia Muscidae, descrisă de Xue, Chen și Xiaolong Cui în anul 1997. Conform Catalogue of Life specia Phaonia laticrassa nu are subspecii cunoscute.